# Todd Henriksen
Todd Henriksen (* 1. Mai 1984 in Marietta) ist ein US-amerikanischer Straßenradrennfahrer.
Todd Henriksen begann seine Karriere 2006 bei dem US-amerikanischen Continental Team VMG Racing. In der nächsten Saison fuhr er für die Mannschaft AEG Toshiba-Jetnetwork. Bei der Tour of Belize war er bei der dritten Etappe, dem Mannschaftszeitfahren in Hattieville erfolgreich. Außerdem belegte Henriksen 2007 beim Edgar Soto Memorial den dritten Platz bei der vierten Etappe.

## Erfolge
2007
- Mannschaftszeitfahren Tour of Belize

## Teams
- 2006 VMG Racing
- 2007 AEG Toshiba-Jetnetwork